# Pajarico (film)
 (juin 2013).
Si vous disposez d'ouvrages ou d'articles de référence ou si vous connaissez des sites web de qualité traitant du thème abordé ici, merci de compléter l'article en donnant les références utiles à sa vérifiabilité et en les liant à la section « Notes et références ».
Pour les articles homonymes, voir Pajarico.
Pour plus de détails, voir Fiche technique et Distribution.
Pajarico (« oiseau ») est un film espagnol réalisé par Carlos Saura en 1997, avec Francisco Rabal, Alejandro Martínez et Dafne Fernandez.

## Synopsis
Manu, âgé d'à peine dix ans, va passer pour la première fois de sa vie quelque temps dans sa famille paternelle pendant que ses parents s'occupent de leur divorce. On se trouve à Murcie, grande ville du sud-est de l'Espagne. La famille de Manu est aussi exubérante que le paysage : des oncles chaleureux, des tantes expansives, tous possédés par l'enchantement des sens. Peu à peu, Manu découvre les complications de la vie d'adulte en s'amusant à imaginer chez ses familiers les réincarnations de personnages des contes de fée, en compagnie de sa cousine Fuensanta.

## Fiche technique
- Titre original : Pajarico
- Réalisation : Carlos Saura
- Scénario : Carlos Saura
- Direction artistique : Rafael Palmero
- Décors : Ramón Moya, Luis Ramírez
- Costumes : María José Iglesias
- Photographie : José Luis López-Linares
- Son : Miguel Ángel Polo
- Montage : Julia Juaniz
- Musique : Alejandro Massó
- Production : Concha Díaz, Javier Castro
- Production associée : Ricardo Evole
- Société de production : Producciones Cinematográficas Filmart, Canal+ España, Saura Films, en coproduction avec TF1 et Televisión Española
- Société de distribution : Société de distribution
- Pays d’origine :  Espagne
- Langue originale : espagnol, catalan, basque, galicien
- Format : couleur — 35 mm — 2,35:1 (Panavision) —  son Dolby numérique
- Genre : Comédie dramatique
- Durée : 95 minutes
- Dates de sortie : 
  - Canada :	septembre 1997 (Festival de Montréal)
  - Espagne : 6 février 1998
  - France : 7 octobre 1998

## Distribution
- Francisco Rabal : le grand-père
- Alejandro Martínez : Manuel
- Dafne Fernandez : Fuensanta
- Eusebio Lázaro : l'oncle Fernando
- Manuel Bandera : l'oncle Juan
- Juan Luis Galiardo : l'oncle Emilio
- Eulalia Ramón : la tante Margarita
- Maria Luisa San José : la tante Beatriz
- Violeta Cela : la tante Lola
- Paulina Gálvez : la tante Marisa
- Eva Marciel : Loli
- Rafael Alvarez "El Brujo" : le vagabond
- Israel Rodriguez : Emilio
- Rebecca Fernandez : Amalia
- Andrea Granero : 	Sofía

## Récompenses
Ce film a été récompensé en 1999 par le Prix Jules-Verne au festival du cinéma espagnol de Nantes et par le Prix du meilleur réalisateur au festival de Montréal.